# Ринго Старр
Сэр Ричард Старки (англ. Richard Starkey; род. 7 июля 1940, Ливерпуль, Англия, Великобритания), более известный как Ринго Старр (англ. Ringo Starr), — британский музыкант, автор песен и актёр. Известен как барабанщик группы The Beatles.

## Ранние годы
7 июля 1940 года в семье пекаря Ричарда Старки и его жены Элси родился сын, которого по тогдашней рабочей традиции назвали в честь отца. Ринго рос болезненным ребёнком: после окончания начальной школы целый год провёл в больнице с перитонитом, а затем пропустил ещё два года учёбы из-за туберкулёза. Именно поэтому Ринго школу так и не окончил. В 15 лет он устроился стюардом на железнодорожный паром, курсировавший между Ливерпулем и Уэльсом. Как многие его сверстники, Ринго Старр увлекался новой американской музыкой, но поначалу он и не мечтал о сценической славе.

## В составе The Beatles

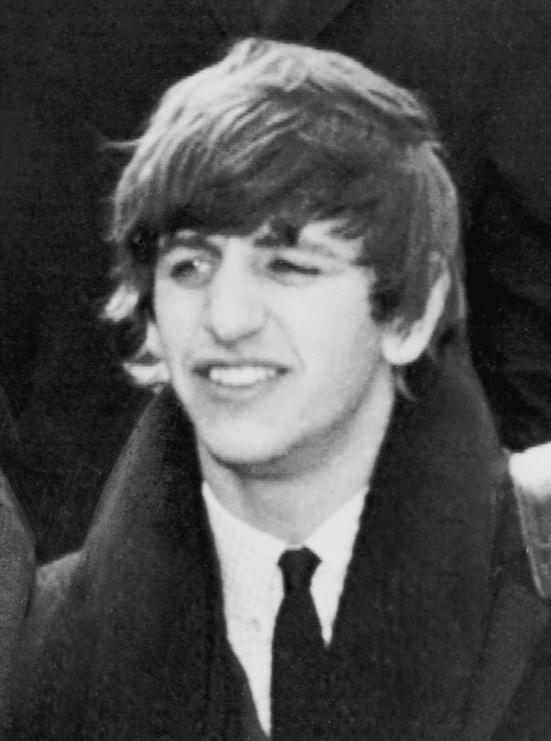
Приезд в США в составе The Beatles, 1964 год

18 августа 1962 года Ринго официально вошёл в состав квартета The Beatles, заменив в ней Пита Беста. Ранее он играл в бит-группе Rory Storm and the Hurricanes, которая в то время была главным конкурентом «Битлз» в Ливерпуле.
Ринго играл партии барабанов и перкуссии почти во всех песнях «Битлз», кроме: «Within You Without You» (индийские перкуссионисты); «Back in the U.S.S.R.» (Пол Маккартни); «Dear Prudence» (Пол Маккартни); «The Ballad of John and Yoko» (Пол Маккартни). Он был автором двух песен, исполненных «Битлз» («Octopus’s Garden» и «Don’t Pass Me By»), и соавтором песни «What Goes On».
Ринго исполнял лидер-вокал в одной песне на каждом альбоме (на Белом, соответственно, — в двух), кроме A Hard Day’s Night, Magical Mystery Tour и Let It Be. Голос Ринго также можно услышать в некоторых песнях в общем хоре и в финале песни «Helter Skelter», когда он кричит: «I’ve got blisters on my fingers!» («У меня пальцы в волдырях!»).
Хотя вокал Ринго на записях «Битлз» можно услышать нечасто, в их фильмах он играл ведущие роли. Считается, что из всех четверых «битлов» Старр обладал наибольшим актёрским талантом. После распада «Битлз» он снялся ещё в нескольких фильмах.
В 1968 году (в этот период взаимоотношения между участниками группы начали ухудшаться) во время записи «Белого альбома» Пол Маккартни неожиданно поругался со Старром. В словесной препалке Маккартни назвав Ринго «примитивным барабанщиком». В ответ на это заявление Старр временно покидает группу, чтобы посвятить себя съёмкам в кино и работе в сфере рекламы. 31 января 1969 года, на следующий день после выступления The Beatles на крыше Apple Corps, Маккартни отправил Старру почтовую карточку, в которой было написано «Ты лучший барабанщик в мире. Серьёзно».

## Сольная карьера
Ещё до официального распада группы, как и другие битлы, Ринго стал готовить сольный материал, который вышел в 1970-м в виде сборника каверов поп-шлягеров 20—50-х годов «Sentimental Journey». В отличие от дебютов 1970 года Джона, Пола и Джорджа, дебют Ринго был назван критиками неудачным. Нельзя назвать его творчество 70-х годов выдающимся, но всё же с помощью других музыкантов (больше всего Джорджа Харрисона) ему удавалось выпускать весьма успешные альбомы.
В 1971 году Ринго принял участие в «Концерте для Бангладеш» наряду с такими исполнителями, как Боб Дилан, Эрик Клэптон, Джордж Харрисон, Билли Престон, Леон Расселл и Badfinger.
В 1983 году английские и американские компании звукозаписи отказали ему, когда он хотел записать свой альбом Old Wave. Пришлось выпустить диск в Канаде, Бразилии и ФРГ. Затем ему вообще перестали звонить знакомые журналисты и представители фирм звукозаписи. Эти события не лучшим образом повлияли на образ жизни Ринго. Всё закончилось тем, что Ринго и его вторую жену Барбару Бах признали хроническими алкоголиками. Впоследствии, всё же, им удалось избавиться от алкогольной зависимости и вернуться к активной жизни.

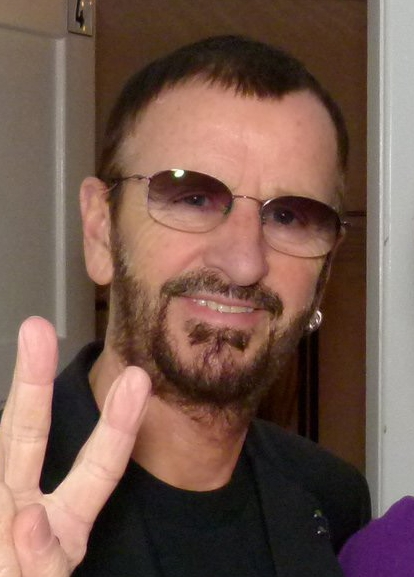
Гамбург, 2011 год

Выпустив в 1989 году сборник своих лучших песен «Starr Struck: Best of Ringo Starr, Vol. 2», Ринго собрал звёздный ансамбль Ringo Starr & His All-Starr Band, в который вошли Билли Престон, Доктор Джон, Левон Хелм, Джо Уолш, Нилс Лофгрен, Рик Данко, Кларенс Клемонс, Джим Келтнер, и отправился с ними в успешный тур по Америке, а после по Японии, записав живой альбом и видеофильм. Состав ансамбля постоянно менялся, что стало традицией.
В августе 1998 года музыкант со своей группой дал два концерта в России — в Москве (ГКЗ «Россия») и в Санкт-Петербурге (БКЗ «Октябрьский»). Это был первый момент в истории, когда нога одного из «битлов» ступила на бывшую территорию СССР. В 2011 году Ринго Старр с очередной версией All-Starr Band дал в рамках летнего европейского турне концерты в Москве, Санкт-Петербурге, Киеве и Риге.
28 августа 2012 года сайтом Celebritynetworth.com Ринго Старр был признан самым богатым ударником в мире. Его состояние оценивается в 300 миллионов долларов.
В 2015 году был введён в Зал славы рок-н-ролла. В 2016 году был включен в список «100 величайших барабанщиков всех времён» журнала Rolling Stone, в котором занял 14-е место.
В честь Ринго назван астероид Главного пояса (4150) Старр ((4150) Starr), открытый 31 августа 1984 года на станции Андерсон-Меса (около Флагстаффа, Аризона, США) американским астрономом, сотрудником обсерватории Лоуэлла Брайаном А. Скиффом.

## Награды

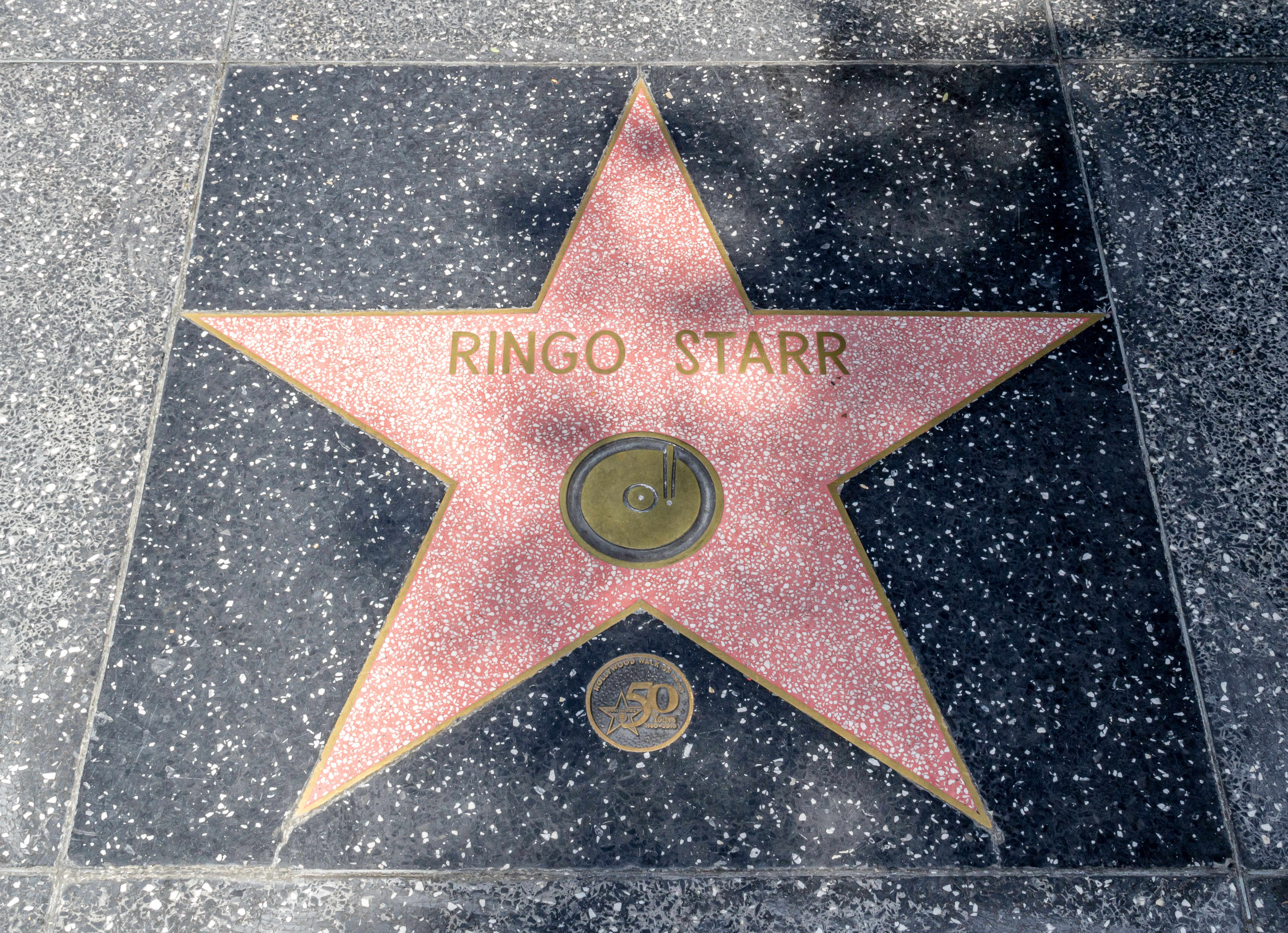
Звезда Ринго Старра на Голливудской «Аллее славы»

### Государственные
- Орден Британской империи степени кавалера (12 июня 1965) — «член The Beatles»[15]. Вручён королевой Елизаветой II на церемонии в Букингемском дворце[16][17].
- Звание «рыцарь-бакалавр» с приставкой «сэр» к имени (объявлено 30 декабря 2017) — «за заслуги в музыке»[18]. Церемония посвящения прошла 20 марта 2018 года в Букингемском дворце[19].

### Иностранные
- Орден Искусств и литературы степени командора (24 сентября 2013, Франция)[20][21][22][23][24]. Вручён послом Франции в Монако[фр.] Югом Море на открытии выставки в Океанографическом музее Монако[25].

## Личная жизнь
- Первая жена — Морин Старки (Мэри Кокс) (4 августа 1946, Ливерпуль — 30 декабря 1994, Сиэтл, Вашингтон)[26], поженились 11 февраля 1965, развелись 17 июля 1975, у них родилось трое детей:
  - сын Зак Старки (род. 13 сентября 1965) — барабанщик, с 1996 года член The Who, был участником группы Oasis;
  - сын Джейсон Старки (род. 19 августа 1967);
  - дочь Ли Старки (род. 11 ноября 1970).
- Вторая жена — актриса Барбара Бах, с 27 апреля 1981 года[26].

Является переученным левшой.

## Дискография

### Студийные альбомы
- 1970 — Sentimental Journey
- 1970 — Beaucoups of Blues
- 1973 — Ringo
- 1974 — Goodnight Vienna
- 1976 — Ringo’s Rotogravure
- 1977 — Ringo the 4th
- 1978 — Bad Boy
- 1981 — Stop and Smell the Roses
- 1983 — Old Wave
- 1992 — Time Takes Time
- 1998 — Vertical Man
- 1999 — I Wanna Be Santa Claus (рождественский альбом)
- 2003 — Ringo Rama
- 2005 — Choose Love
- 2008 — Liverpool 8
- 2010 — Y Not
- 2012 — Ringo 2012
- 2015 — Postcards from Paradise[28]
- 2017 — Give More Love
- 2019 — What’s My Name
- 2025 — Look Up[29]

### Мини-альбомы
- 2021 – Zoom In, Change The World
- 2022 – EP3
- 2023 – Rewind Forward
- 2024 – Crooked Boy

### Сборники
- 1975 — Blast From Your Past
- 1989 — Starr Struck: Best of Ringo Starr, Vol. 2
- 2001 — The Anthology... So Far
- 2007 — Photograph: The Very Best of Ringo Starr

### Концертные альбомы
- 1989 — Ringo Starr and His All-Starr Band
- 1993 — Ringo Starr and His All Starr Band Volume 2: Live From Montreux
- 1995 — Ringo Starr and His Third All-Starr Band-Volume 1
- 1998 — VH1 Storytellers
- 2002 — King Biscuit Flower Hour Presents Ringo & His New All-Starr Band
- 2003 — Extended Versions
- 2004 — Tour 2003
- 2006 — Ringo Starr and Friends
- 2007 — Live at the Soundstage

### Детские альбомы
- 1977 — Scouse the Mouse

## Фильмография
- 1964 — Вечер трудного дня
- 1965 — На помощь!
- 1967 — Волшебное таинственное путешествие
- 1968 — Жёлтая подводная лодка
- 1968 — Сладкоежка
- 1969 — Чудотворец, он же «Волшебный христианин» (1969, реж. Джозеф Макграт)
- 1970 — Пусть будет так (документальный)
- 1971 — 200 Moтелей[англ.]
- 1971 — Слепой
- 1972 — Концерт для Бангладеш (документальный)
- 1972 — Born to Boogie[англ.] (документальный)
- 1973 — Настанет день[англ.]
- 1973 — Зигги Стардаст и пауки с Марса (документальный)
- 1974 — Сын Дракулы[англ.]
- 1975 — Листомания
- 1978 — Секстет[англ.]
- 1978 — Последний вальс (документальный)
- 1979 — The Kids Are Alright[англ.] (документальный)
- 1981 — Пещерный человек
- 1983 — Принцесса Дэйзи
- 1984 — Передай привет Брод-стрит
- 1984—1986 — Томас и его друзья (мультсериал, озвучка)
- 1985 — Вода
- 1985 — Алиса в стране чудес
- 1986 — To the North of Katmandu
- 1988 — The Return of Bruno[англ.]
- 2003 — Concert for George (документальный)
- 2009 — Oh My God (документальный)
- 2011 — Джордж Харрисон: жизнь в материальном мире (документальный)